# Kennedy Simon
Kennedy Simon (ur. 12 lutego 2000) – amerykańska lekkoatletka specjalizująca się w biegach sprinterskich.
Brązowa medalistka mistrzostwa świata w Eugene w sztafecie mieszanej 4 × 400 metrów (2022).
Stawała na podium mistrzostw NCAA.

## Osiągnięcia

### Mistrzostwa świata
| Miejsce | Dzień    | Rok  | Miejscowość | Konkurencja                 | Czas biegu  | Strata   | Zwycięzca  |
| ------- | -------- | ---- | ----------- | --------------------------- | ----------- | -------- | ---------- |
| brąz    | 15 lipca | 2022 | Eugene      | sztafeta mieszana 4 x 400 m | 3:10,16 min | + 0,34 s | Dominikana |

## Rekordy życiowe
- Bieg na 200 metrów (stadion) – 23,03 (2023)
- Bieg na 200 metrów (hala) – 22,81 (2023)
- Bieg na 400 metrów (stadion) – 50,45 (2022)
- Bieg na 400 metrów (hala) – 51,01 (2023)